# Jugoslávská liga ledního hokeje 1963/1964
Sezóna 1963/1964 byla 22. sezónou Jugoslávské ligy ledního hokeje. Vítězem se stal tým HK Jesenice.

## Konečná tabulka
1. HK Jesenice
2. HK Partizan
3. KHL Medveščak
4. OHK Bělehrad
5. HK Kranjska Gora
6. HK Ljubljana
7. HK Crvena Zvezda Bělehrad
8. HK Spartak Subotica